# CTV Television Network

Logo

CTV is een Engelstalig Canadees televisienetwerk.
CTV werd opgericht op 1 oktober 1961. Sinds 2002 is het consistent Canada's grootste particuliere tv-station, nadat het de voorgaande jaren Global Television Network in de rangschikking voor had moeten laten gaan. De initialen "CTV" zijn nooit de afkorting van een naam geweest, hoewel vaak wordt aangenomen dat het letterwoord staat voor "Canadian Television".

## Programma's
Het programma-aanbod van CTV bestaat grotendeels uit populaire Amerikaanse tv-series, zoals ER, Law & Order en Grey's Anatomy. De zender laat echter ook vele succesvolle Canadese producties zien, zoals Flashpoint en Canadian Idol, alsmede Canadese televisiefilms. De belangrijkste nieuwsprogramma's zijn het dagelijkse CTV National News en het ochtendprogramma Canada AM. CTV heeft van 1996 tot en met 2008 alle uitzendrechten van de Olympische Spelen in Canada verkregen.

## Regionale stations
CTV heeft regionale zenders in
- Calgary, Alberta (CFCN);
- Edmonton, Alberta (CFRN);
- Halifax, Nova Scotia (CJCH);
- Kitchener, Ontario (CKCO);
- Moncton, New Brunswick (CKCW);
- Montreal, Quebec (CFCF of CTV Montreal);
- North Bay, Ontario (CKNY);
- Ottawa, Ontario (CJOH);
- Prince Albert, Saskatchewan (CIPA);
- Regina, Saskatchewan (CKCK);
- Saint John, New Brunswick (CKLT);
- Saskatoon, Saskatchewan (CFQC);
- Sault Ste-Marie, Ontario (CHBX);
- Sudbury, Ontario (CICI);
- Sydney, Nova Scotia (CJCB);
- Timmins, Ontario (CITO);
- Toronto, Ontario (CFTO);
- Winnipeg, Manitoba (CKY);
- Vancouver, British Columbia (CIVT); en
- Yorkton, Saskatchewan (CICC).

## Sterren
- Lloyd Robertson, anchorman
- Sandie Rinaldo, anchorwoman

## Slagzinnen door de jaren heen
- 1961-1966: "This is CTV"
- 1966-1967: "The Colour Network"
- 1967-1974: "It's Happening on CTV"
- 1974-1985: "For Those Who Want It All"
- 1985-1987: "CTV Entertains You"
- 1987-1988: "You'll See it All on CTV"
- 1988-1989: "The Choice of Canadians"
- 1989-1990: "Watch Yourself on CTV"
- 1990-1994: "Tuned In To You"
- 1997-2003: "Canadian Television"
- 2003-2005: "Canada's Watching"
- 2005-2009: "Canada's number-one Network"
- 2009–2010: "Canada's Olympic Network"
- 2010–heden: "Naturally CTV"